# Пилар, Патрисия
Патрисия Пилар (порт. Patrícia Pillar, род. 11 января 1964, Бразилиа, Бразилия) — бразильская актриса.

## Биография

### Карьера
Патрисия Пилар — одна из самых заметных бразильских актрис последних лет.
Патрисия Пилар родилась 11 января 1964 года в городе Бразилиа. Она всегда мечтала стать актрисой, поэтому уже в школе начала работать, чтобы заплатить за курсы актёрского мастерства. В 16 лет она стала фотомоделью. Она поступила на факультет журналистики, но вскоре бросила его ради исполнения своей мечты — стать актрисой.
Телевизионная карьера Патрисии началась в 1985 году, с роли киноактрисы Линды Бастос в самом популярном (в Бразилии) сериале телеканала Глобу «Роки-святоша». Она снялась во многих телесериалах (часто у сценариста Бенедито Руя Барбозы), из её ролей стоит упомянуть персонажей, известных и российскому телезрителю: безземельную наследницу Луану из сериала «Роковое наследство», доктора Крис из сериала «В мире женщин». В 2008 году её первая «злодейка» на телевидении — маниакальная Флора из телесериала «Фаворитка» приносит ей массу восторженных отзывов критики, премии, любовь телеаудитории.
В кино карьера Патрисии тоже была удачна. В 1995 году вместе с не менее известной актрисой Глорией Пирес она снимается в фильме режиссёра Фабиу Баррету «Четвёрка». В 1996 году этот фильм был выдвинут на премию Оскар в номинации «лучший фильм на иностранном языке». В 2006 году она воскрешает телевизионный персонаж доктора Крис в кассовом комедийном кинофильме Даниэла Филью «Если бы я был тобой». В том же году она исполняет главную роль в фильме режиссёра Сержиу Резендиу о трагической судьбе известной бразильской женщины и модельера «Зузу Анжел».

### Личная жизнь
Патрисия Пилар родилась в столице Бразилии, в семье Люси Гаделья и Нуну Пилара. С 1985 по 1995 год была замужем за музыкантом Зе Ренату. С 1998 года она жила вместе с видным бразильским политиком — Сиру Гомесом (Бразильская социалистическая партия, затем Демократическая рабочая партия), с которым рассталась после 2011 года. Патрисия Пилар сумела победить страшную болезнь — рак груди, обнаруженный у неё в 2001 году. Более того, в 2002 году она даже принимала активное участие в предвыборной кампании своего мужа, несмотря на диагностированный рак. После продолжительной болезни, 1 февраля 2009 года в возрасте 71 года умерла её мать.

## Фильмография
- 2015 — Дуэль — Клотильда
- 2012 — Бок о бок — Констанция
- 2008 — Фаворитка — Флора
- 2006 — Сеньорита — Кандида
- 2006 — Зузу Анжел — Зузу Анжел
- 2006 — Если бы я был тобой — Доктор Крис
- 2004 — Кабокла — Эмеренсиана
- 2001 — Падший ангел — Дуда
- 1998/1999 — В мире женщин — Доктор Крис
- 1997 — Мятежный послушник — Мария ду Сеу
- 1996 — Роковое наследство — Луана/Мариэтта
- 1995 — Четвёрка — Тереза
- 1994 — Моя родина — Эстер
- 1994 — Чокнутый мальчик — мать
- 1993 — Перерождение — Элиана
- 1992 — Проклятие Санпаку — Крис
- 1992 — Невесты Копакабаны — Синара Алвес
- 1992 — Саломе — Саломе
- 1990 — Королева металлолома — Алаиде
- 1988 — Новая жизнь — Бранка
- 1987 — Brega & Chique — Ана Клаудия
- 1986 — Сеньорита — Ана ду Веу
- 1985 — Роки-святоша — Линда Бастос

## Премии
- 1992 — премия Канданго — лучшая актриса (фильм «Проклятие Санпаку»)
- 1994 — APCA trophy — Лучшая актриса второго плана (фильм «Проклятие Санпаку»)
- 1996 — APCA trophy — Лучшая актриса (фильм «Чокнутый мальчик»)
- 1997 — премия Контиго — лучшая актриса (сериал «Роковое наследство»)
- 2008 — APCA trpohy — Лучшая телеактриса (сериал «Фаворитка»)
- 2014 — Орден Культурных заслуг (Бразилия)